# Abbey Panels
Abbey Panels (anfänglich: The Abbey Panel & Sheet Metal Co.) ist ein ehemaliger britischer Automobilzulieferer, der heute zu der in Coventry ansässigen Loades Gruppe gehört. Abbey war in der zweiten Hälfte des 20. Jahrhunderts einer der wichtigsten Dienstleister der britischen Automobilindustrie. Das Unternehmen konstruierte und baute Prototypen und stellte Karosserieteile für Serienfahrzeuge her, in einigen Fällen auch komplette Karosserien. Enge Geschäftsbeziehungen bestanden vor allem zu Jaguar.

## Unternehmensgeschichte

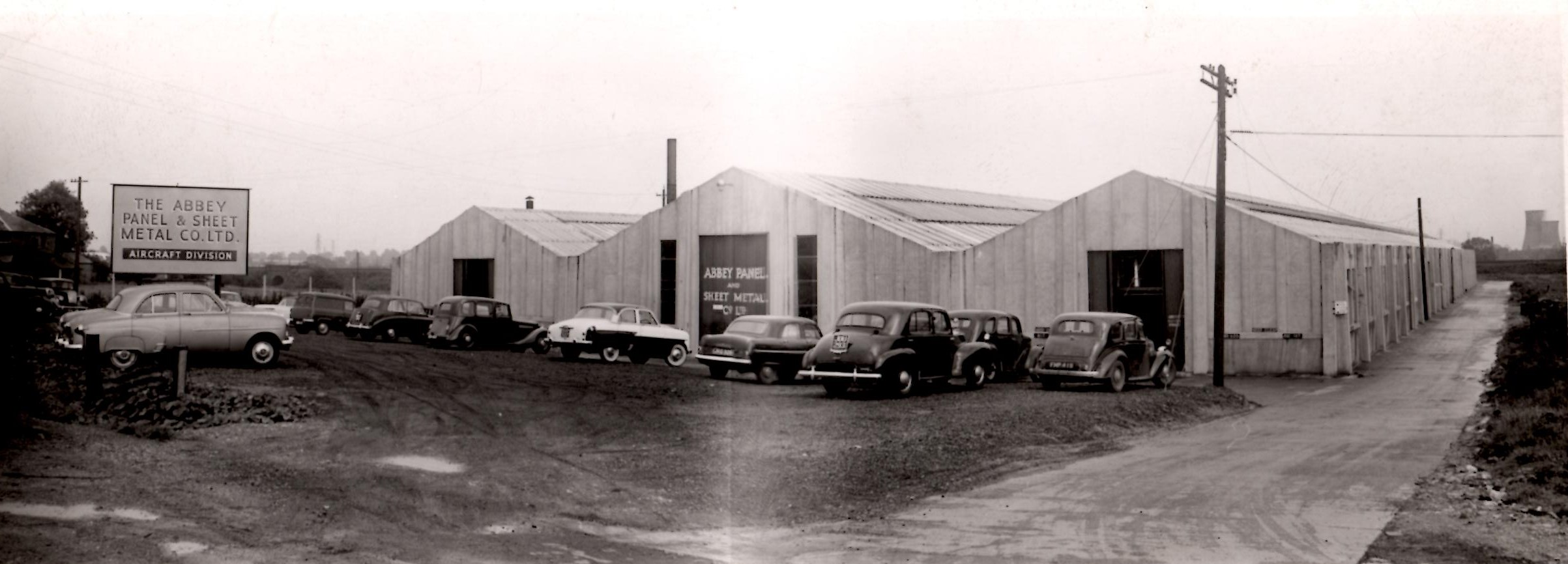
Abbeys Werksanlagen in Coventry (frühe 1960er-Jahre)

Das Unternehmen wurde 1941 in Nuneaton (Warwickshire) als The Abbey Panel & Sheet Metal Co. Ltd. gegründet. Eine Verbindung zu dem in den 1930er-Jahren in London ansässigen Karosseriehersteller Abbey Coachworks bestand ungeachtet der Namensähnlichkeit nicht.
1942 schloss sich der gelernte Spengler Edward „Ted“ Loades (* 1909; † 2002) der Abbey Panel & Sheet Metal Co. an und wurde bald zur zentralen Figur des Unternehmens. Loades stieg in den folgenden Jahren in die Geschäftsleitung auf, übernahm nach und nach Unternehmensanteile und war mindestens seit den 1950er-Jahren Mehrheitseigner. Er führte Abbey als Familienbetrieb. 1974 – im Alter von 65 Jahren – zog sich Ted Loades aus der Unternehmensleitung zurück und übertrug das Management auf seine Söhne.
Abbey begann während des Zweiten Weltkriegs als Zulieferer der britischen Flugzeugindustrie. Zeitweise wurden Jagdflugzeuge vom Typ Supermarine Spitfire komplettiert. Nach Kriegsende konzentrierte sich Abbey auf die Herstellung von Automobilkarosserien. Dabei arbeitete Abbey anders als zahlreiche Konkurrenten vor allem mit Aluminiumblechen. Im Zuge dieser Neuausrichtung des Unternehmens wurden die Werksanlagen nach Coventry verlegt, wo viele britische Automobilhersteller ihren Sitz hatten. Zu Beginn der 1960er-Jahre wurde der Betrieb als Abbey Panels Teil der Loades Gruppe, die seit 1967 an der Londoner Börse notiert ist. Zahlreiche britische, aber auch kontinentaleuropäische Automobilhersteller ließen Prototypen bei Abbey aufbauen. In unterschiedlichem Maße war Abbey auch an deren Konstruktion beteiligt. Neben der Arbeit für die Automobilindustrie stellte Abbey vereinzelt Teile von Flugzeugmotoren her; dazu gehören unter anderem Gehäuseteile für das Turbofan-Triebwerk Rolls-Royce Pegasus.
In den 1990er-Jahren gab Abbey den Bau von Karosserien und Karosserieteilen für Serienautomobile auf.

## Automobilkarosserien

### Prototypen, Karosserieteile und Kleinserien

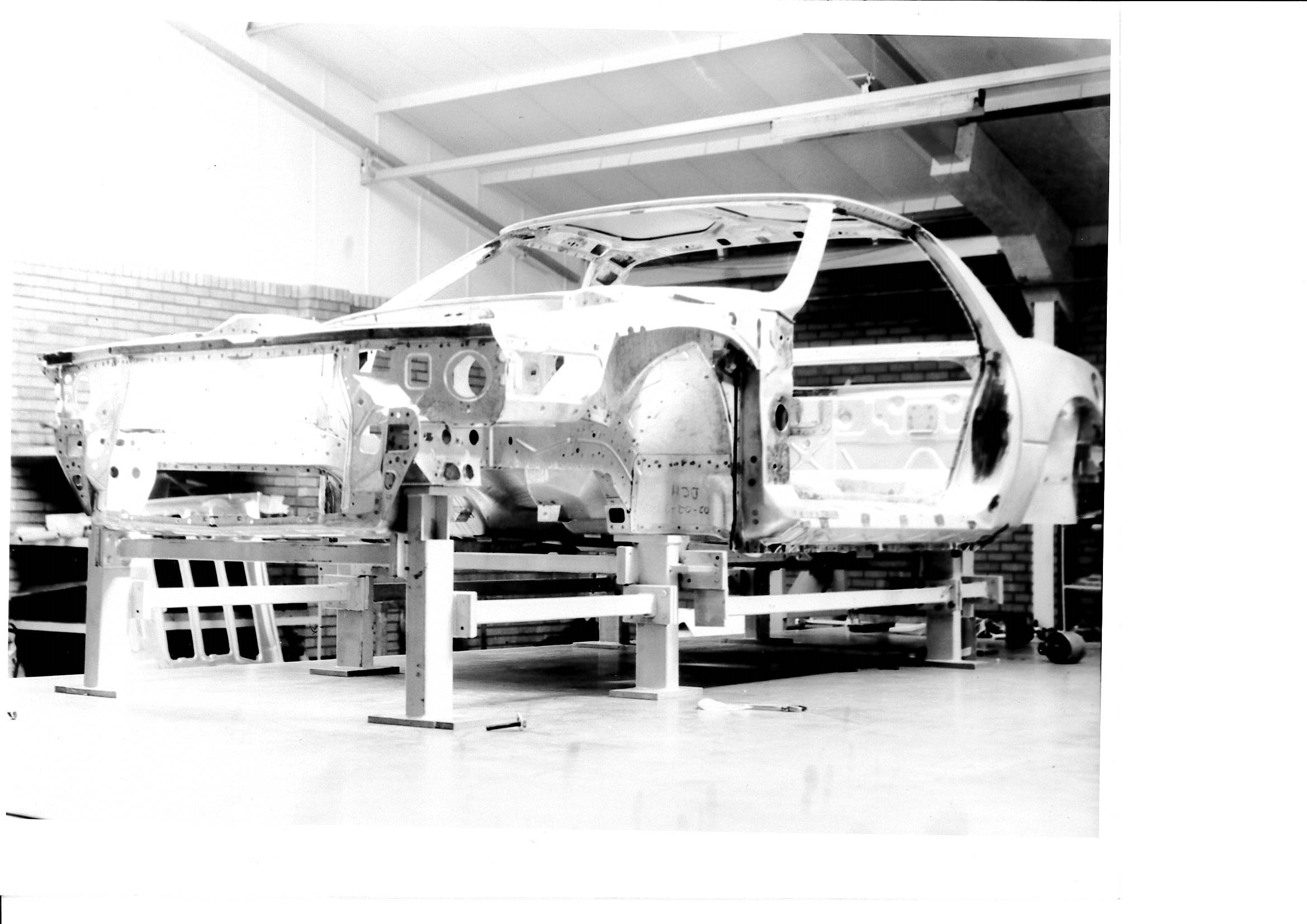
Prototypenbau: Buick Reatta

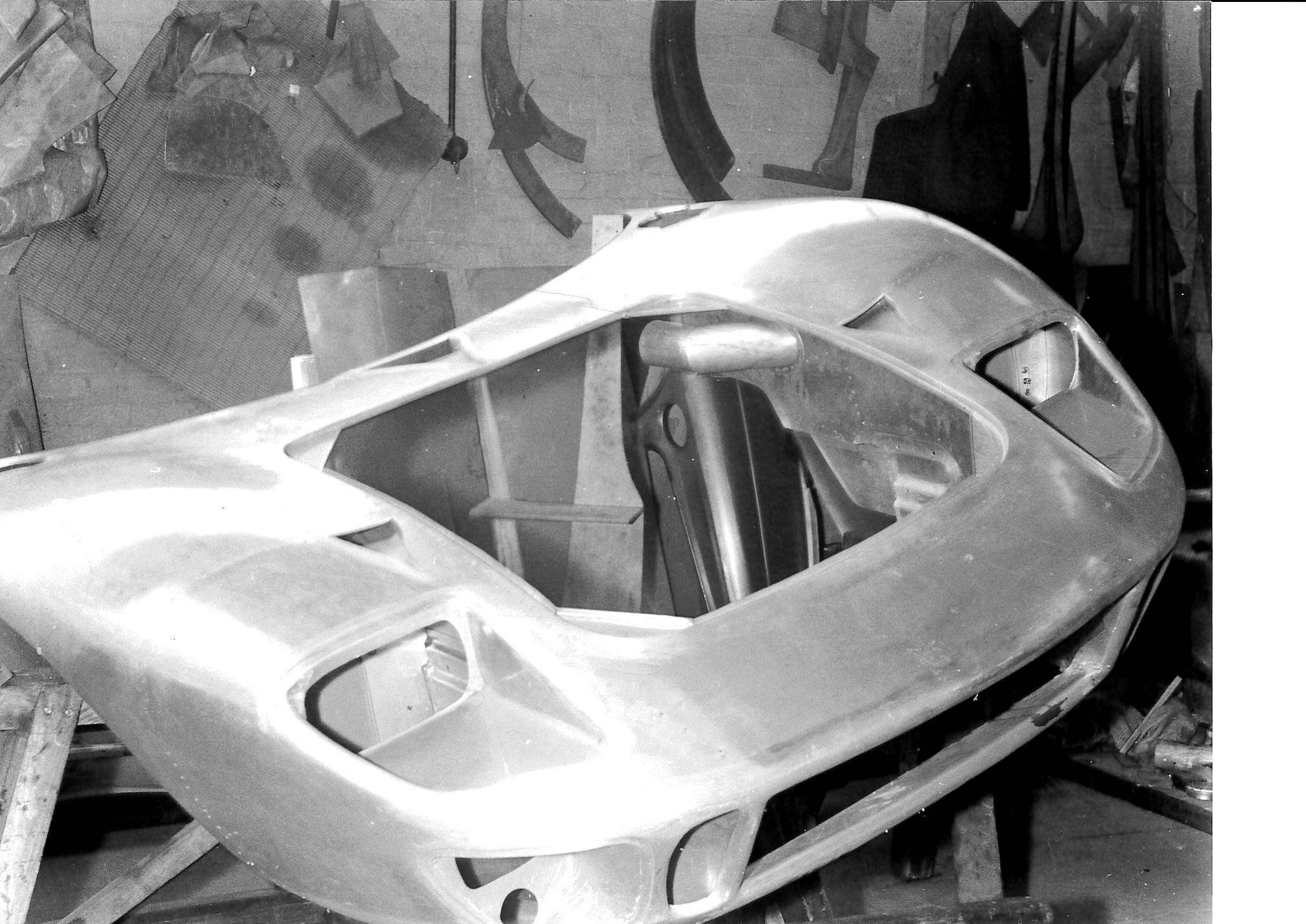
Frontverkleidung des Ford GT 40

Abbeys erster Auftrag im Automobilsektor kam von Lea-Francis. Abbey konstruierte die Karosserie für die zweisitzigen Sportversionen der Modelle Lea-Francis 12 und 14 und baute einen Prototyp, der im Juli 1947 vorgestellt wurde. Die Serienfertigung übernahm Abbey nicht. Dem schloss sich der erste Auftrag von Jaguar Cars an, der der Ausgangspunkt für eine jahrzehntelange Geschäftsbeziehung war. Etwa zeitgleich unterstützte Abbey den Oberklassehersteller Bristol Cars bei dem Aufbau einer eigenen Karosserieproduktion. Außerdem entstanden die Prototypen der Bristol-Modelle Bristol 400 bis 403 bei Abbey. Bis in die 1990er-Jahre hinein baute Abbey Prototypen für BMW, Buick (Reatta), Lincoln, MG, Rolls-Royce, Rover, Volvo und andere Serienhersteller.
Vereinzelt übernahm Abbey auch die Serienfertigung kompletter Karosserien. Dies betraf vor allem Autos von Jaguar. Abgesehen davon stellte Abbey 1949 und 1950 für die Donald Healey Motor Company insgesamt 105 Aufbauten für den Roadster Healey Silverstone her. Danach übernahm das Unternehmen von Richard Mead das Sportwagenprojekt der Marauder Car Company. Mead hatte 1949 die Karosserie des Marauder A konstruiert und mindestens einen Prototyp gebaut. Die Karosserien nahezu aller Serienmodelle baute allerdings Abbey, weil Meads Kapazitäten für die beabsichtigte Serienfertigung nicht ausreichten. In einigen Fällen scheiterten Pläne für die Serienfertigung; das galt beispielsweise für den 1960 vorgestellten Lea-Francis Lynx.
Neben Straßenfahrzeugen erhielten auch Wettbewerbswagen Karosserien von Abbey. Zu ihnen zählen neben diversen Jaguar-Modellen der Vanwall VW5 (1957), Lotus 38, mit dem Jim Clark 500-Meilen-Rennen von Indianapolis 1965 gewann, sowie der in Le-Mans-Sieger Ford GT 40.
Ein weiterer Schwerpunkt des Unternehmens war die Fertigung von Karosserieteilen für Serienautomobile. Auch insoweit kamen viele Aufträge von Jaguar. Abbeys letzter Großauftrag in diesem Bereich war 1995 die Produktion der Kotflügel für den MG RV8.

### Abbey Panels und Jaguar

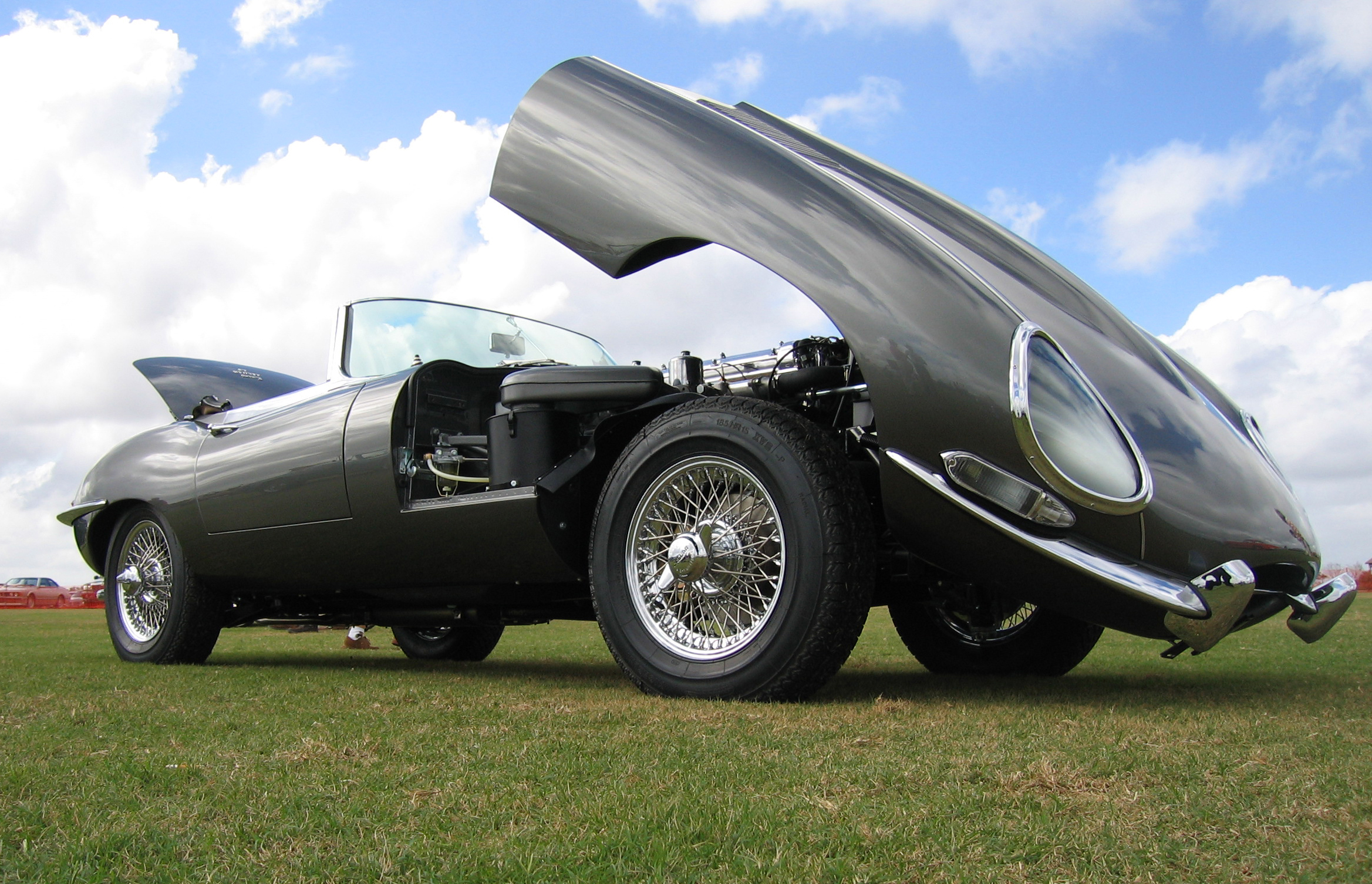
Motorhaube und andere Karosserieteile von Abbey: Jaguar E-Type

Die nachhaltigste und vielseitigste Geschäftsbeziehung unterhielt Abbey Panels zu Jaguar Cars. 1948 sprang Abbey für den Zulieferbetrieb Sankey ein, dessen Karosserieteile nicht Jaguars Qualitätsanforderungen genügten. Der erste Auftrag betraf den XK 120. Abbey fertigte im Sommer 1948 zunächst einen Prototyp und stellte im Anschluss daran die Aluminiumkarosserien für die ersten Serienfahrzeuge des XK 120 her. Als Jaguar den XK 120 im Sommer 1949 auf Stahlkarosserien umstellte, verlor Abbey den Auftrag, weil das Unternehmen nicht genügend Stahlpressen hatte, um die erwarteten Stückzahlen zu erreichen. Stattdessen übernahm  Pressed Steel in Coventry die Fertigung der Stahlkarosserien. In den folgenden Jahren baute Abbey alle Karosserien für Jaguars Wettbewerbsfahrzeuge C-Type (1951) und D-Type; ihnen folgte 1966 die Karosserie für den XJ13, der ein Einzelstück blieb. Abbeys Hauptstandbein in den 1960er-Jahren war der Jaguar E-Type, für den das Unternehmen diverse Karosseriebleche zulieferte, darunter die große, schwer zu fertigende Motorhaube. Die Dachpartie der geschlossenen Modelle baute Abbey allerdings nicht; hierfür fehlten hinreichend große Pressen. Kurz vor der Produktionseinstellung des E-Type entstand bei Abbey auch der Prototyp für dessen Nachfolger Jaguar XJ-S. Das Abbey-Management bemühte sich außerdem um den Auftrag für die Serienproduktion der Rohkarosserien. Nach dem Ryder Report, der sich mit der Wirtschaftlichkeit des in die Krise geratenen British-Leyland-Konzerns auseinandersetzte, musste Jaguar die Karosserie allerdings hausintern fertigen.
Der letzte große Jaguar-Auftrag betraf den von Tom Walkinshaw Racing initiierten XJ 220. Die Karosserie des Prototyps war 1988 bei Abbeys Konkurrenten Park Sheet Metal in Coventry entstanden. Den Auftrag zur Fertigung der Serienkarosserien erhielt Park Sheet Metal allerdings nicht, weil Jaguar Zweifel hatte, ob der Betrieb die erwarteten Nachfrage würde erfüllen können. Die Serienfertigung übernahm stattdessen Abbey Panels, wo von 1992 bis 1994 die Rohkarosserien entstanden und alle 275 Autos zusammengebaut wurden. Danach fertigte Abbey noch die Prototypen des Jaguar XK 180 (1998).

## Galerie: Autos mit Karosserien von Abbey Panels

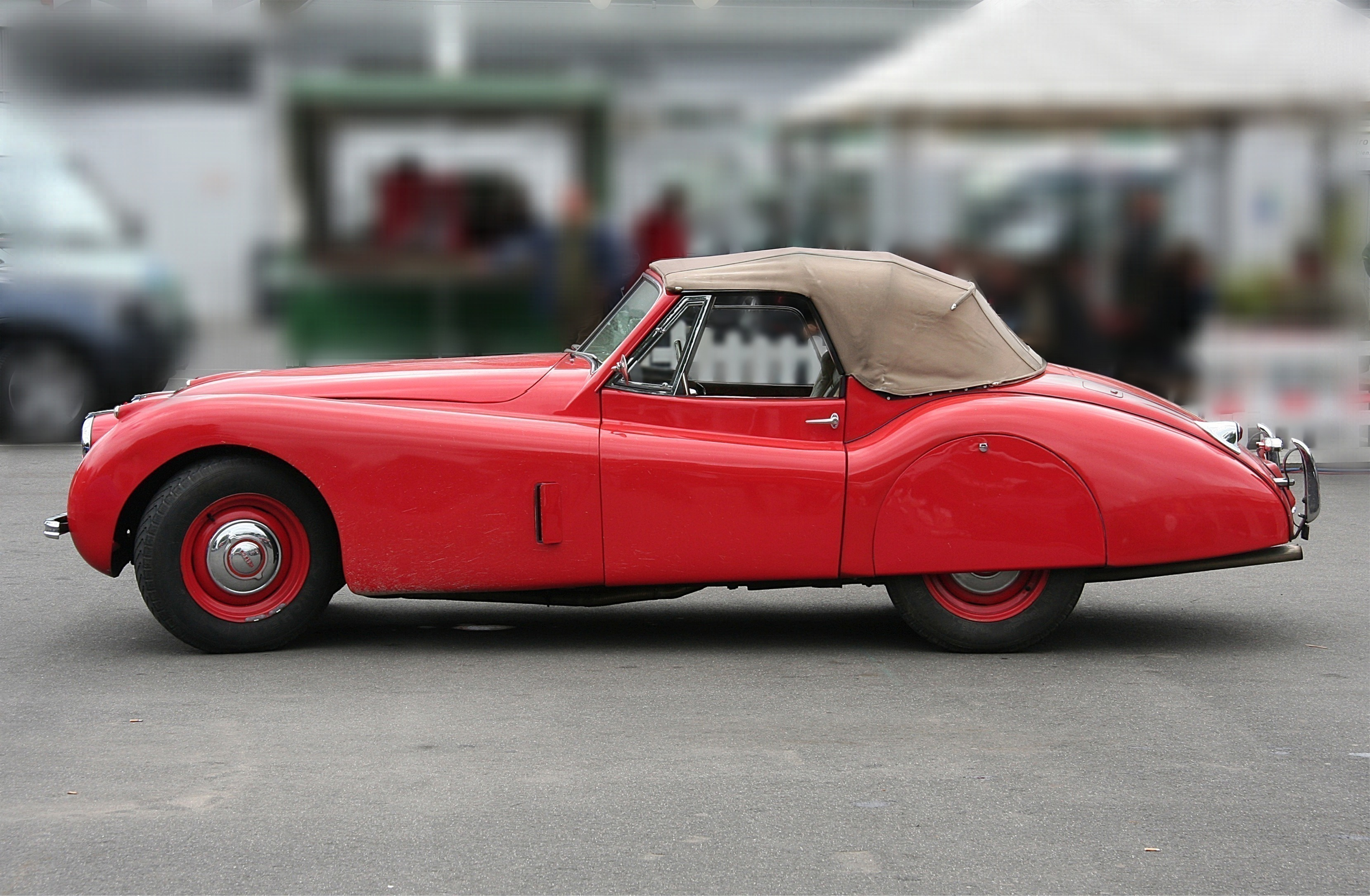
Jaguar XK 120 (1949)
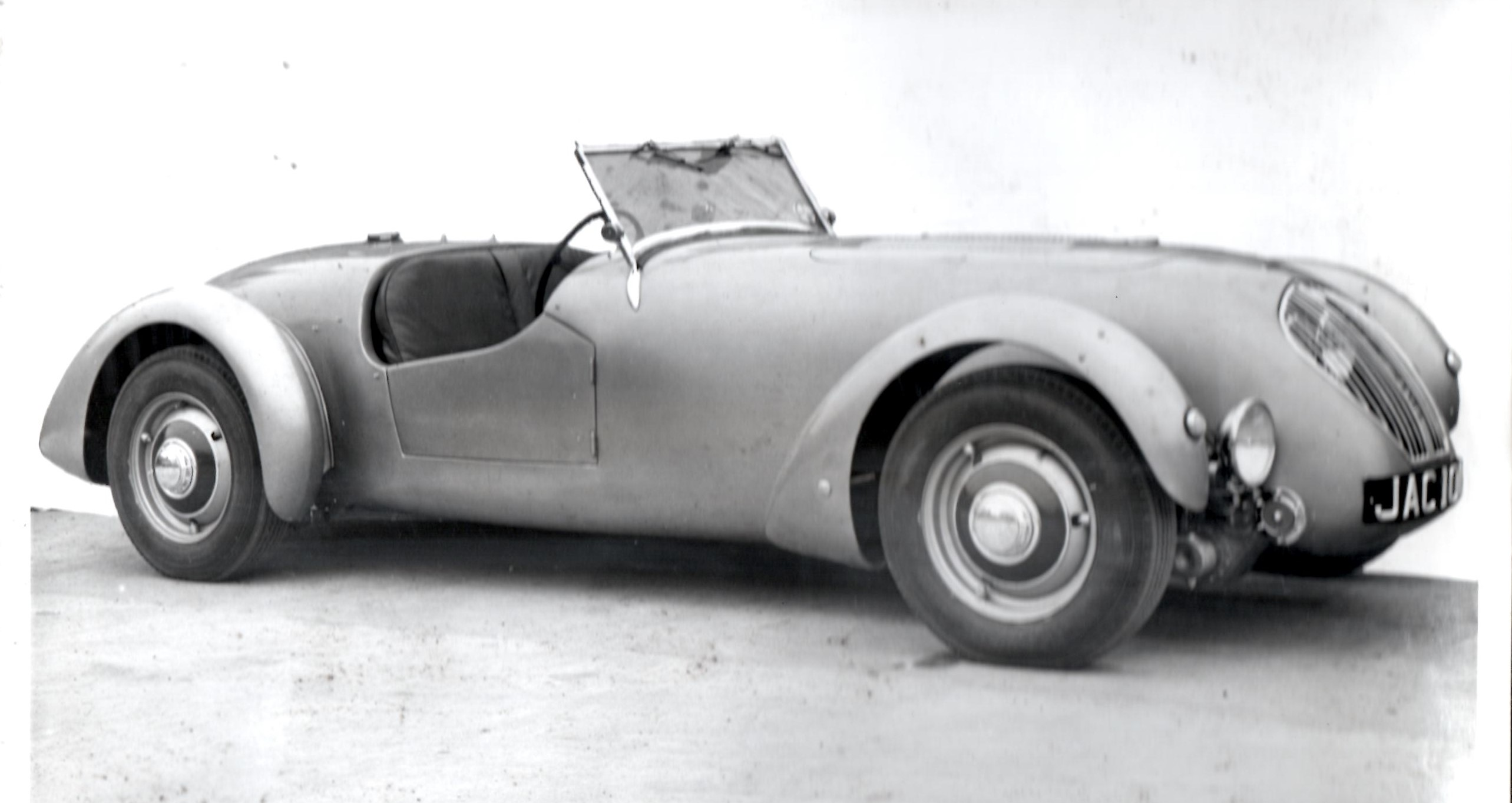
Healey Silverstone (1949/50)
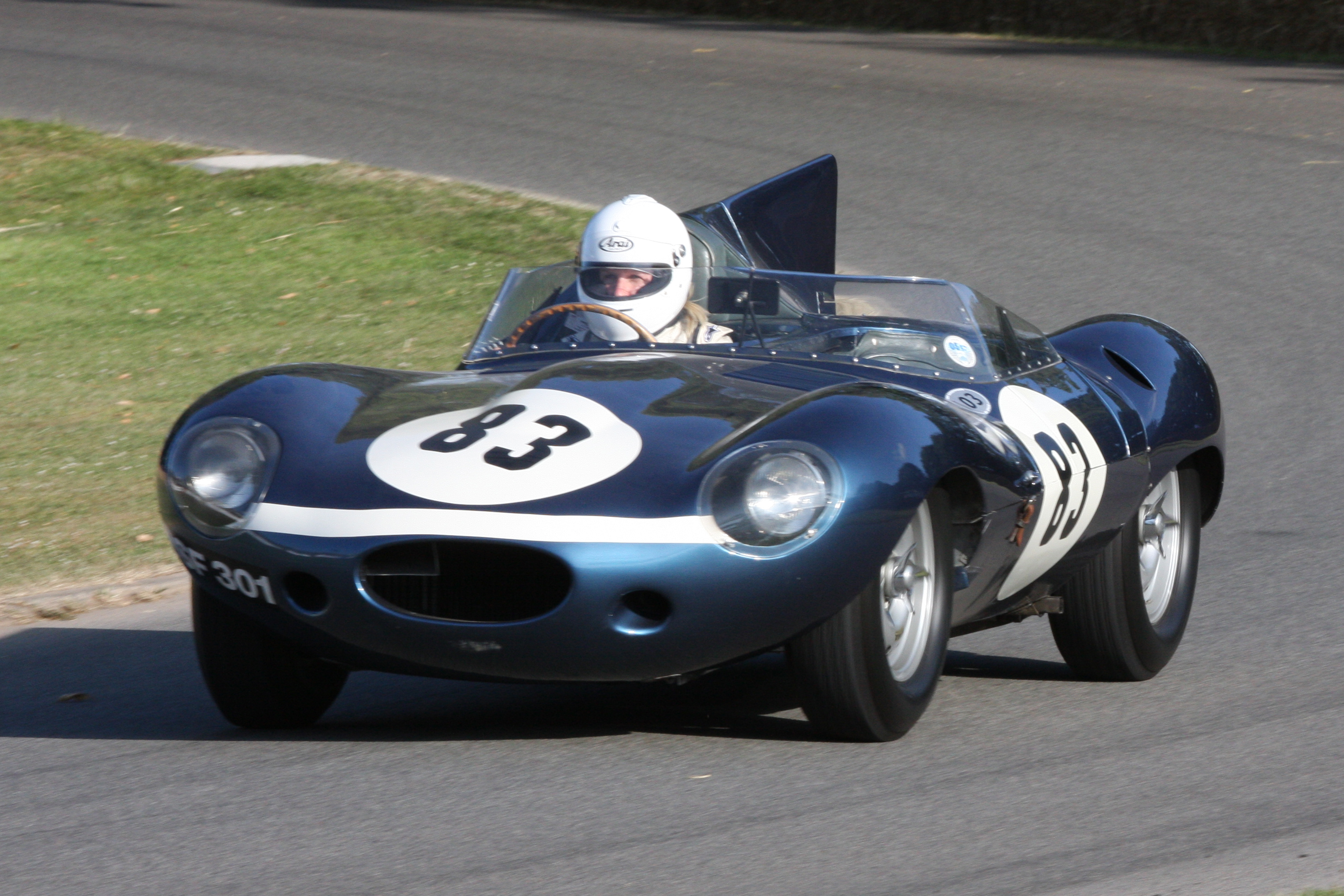
Jaguar D-Type (1956)
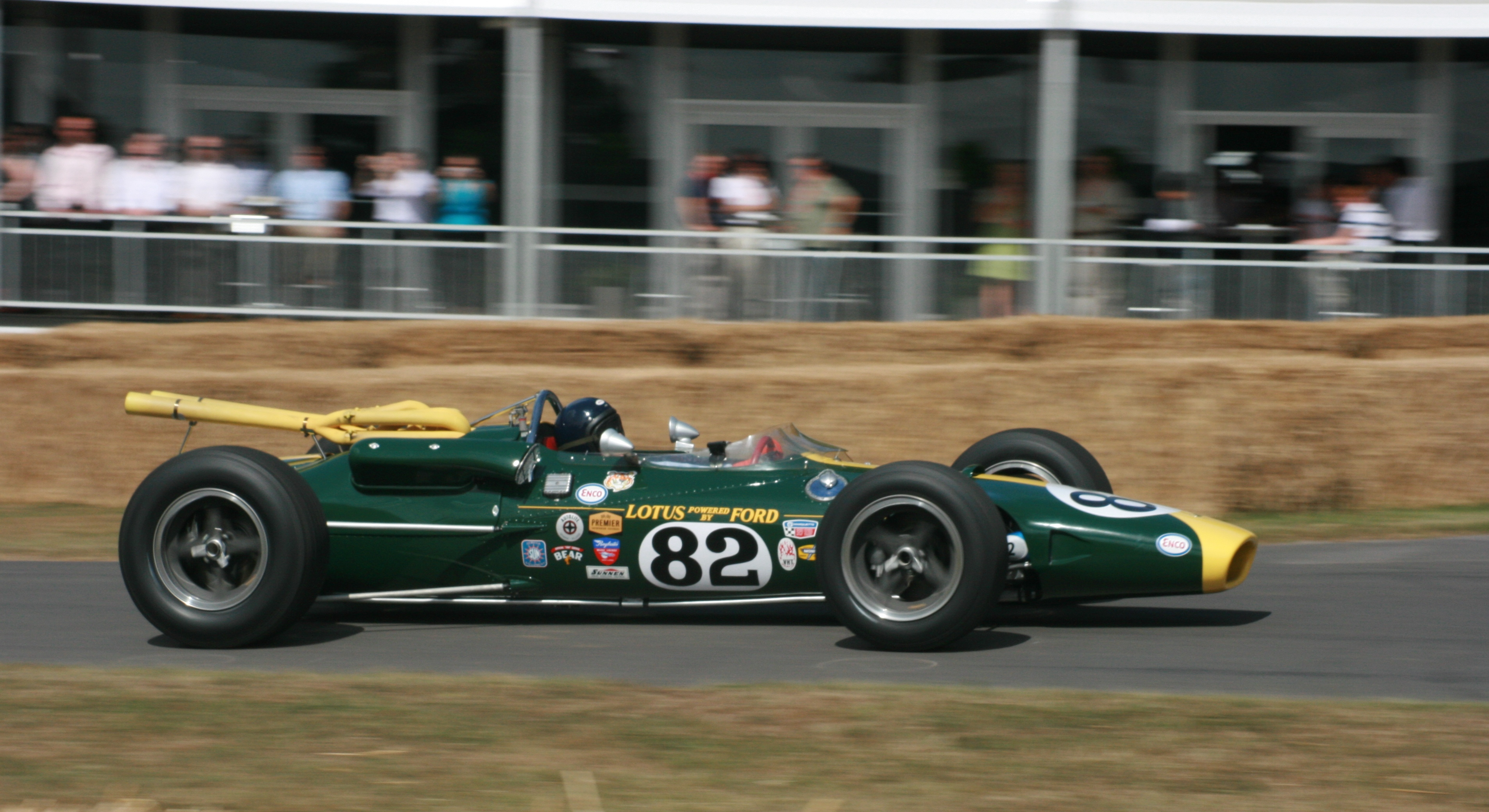
Lotus 38 (1965)
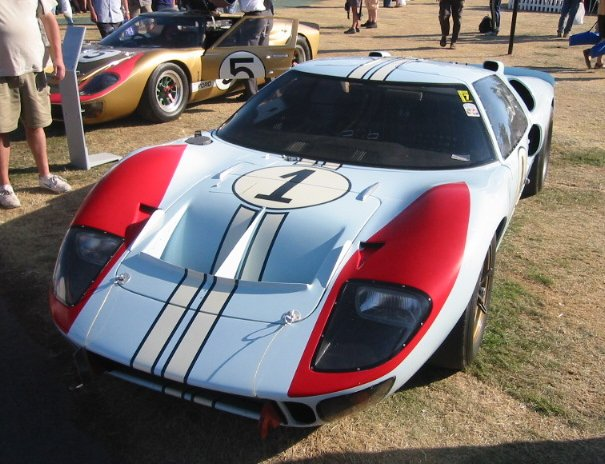
Ford GT40 (1966)
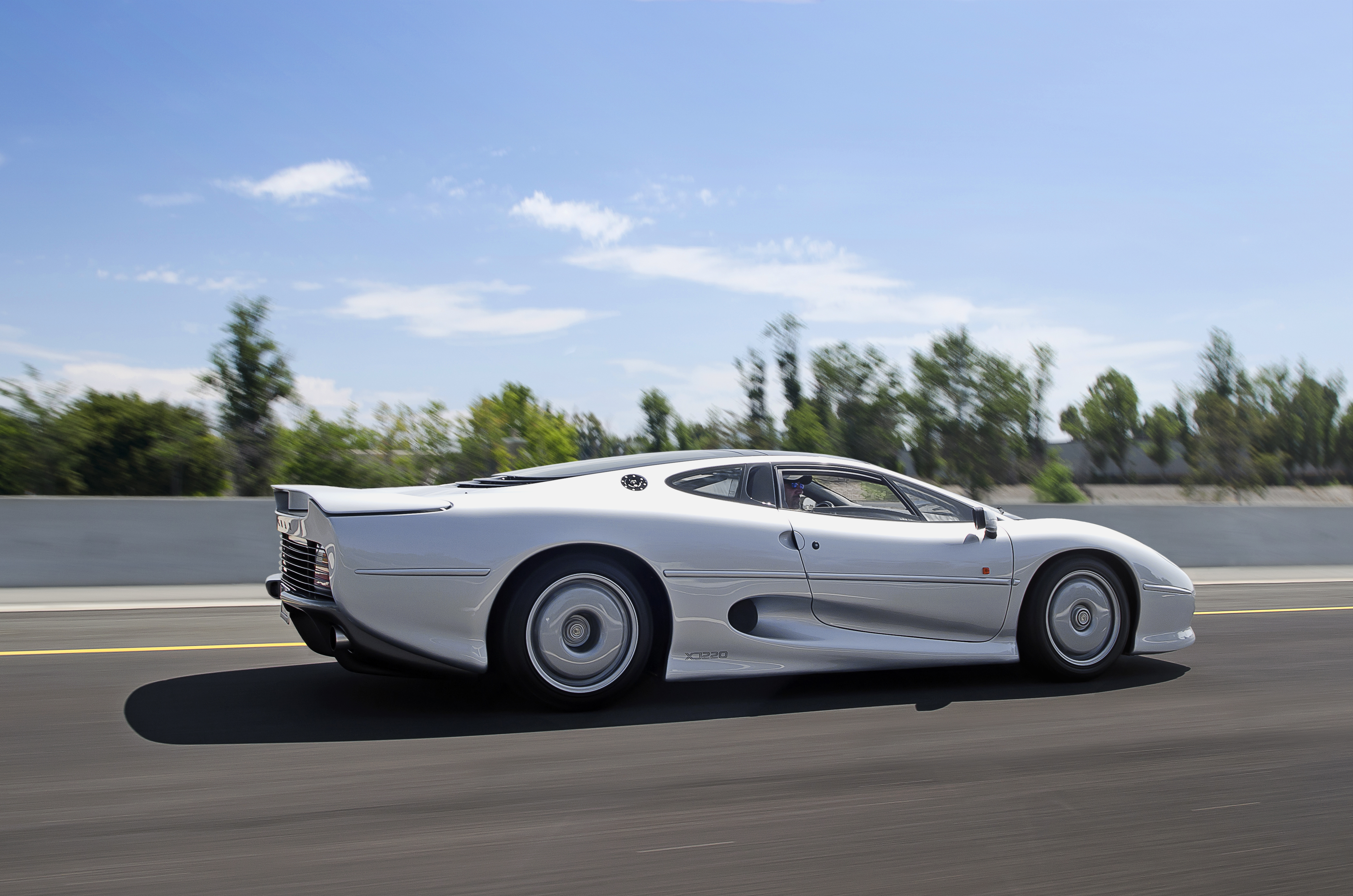
Jaguar XJ220
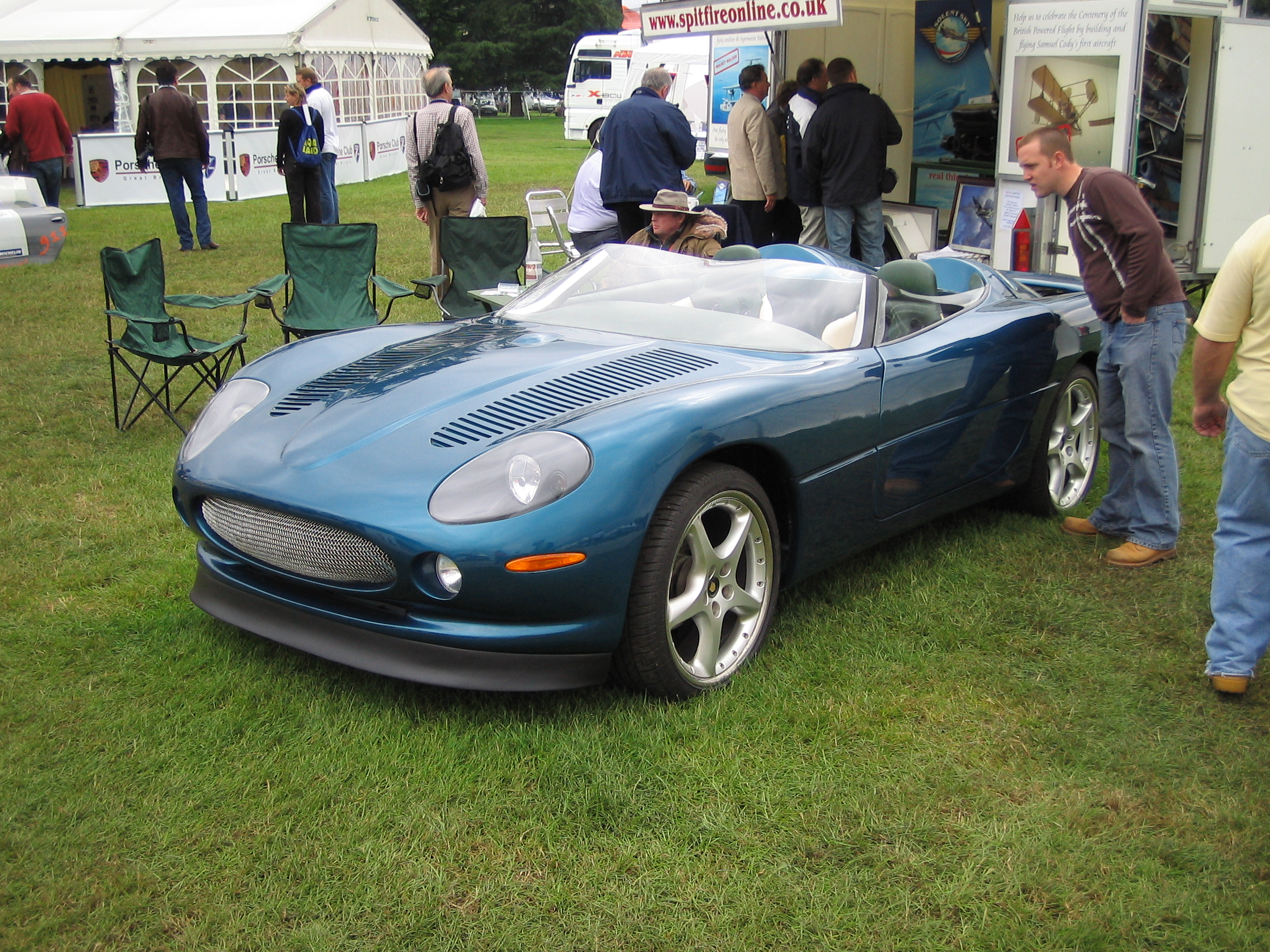
Jaguar XK180 (1998)